# Лайн, Роберт
Роберт Фрэнсис Лайн (англ. Robert Francis Lyne; 2 апреля 1885, Ньюпорт — 13 апреля 1957, Клифтон, Юго-Западная Англия) —  валлийский хоккеист на траве, полузащитник. Бронзовый призёр летних Олимпийских игр 1908 года.

## Биография
Роберт Лайн родился 2 апреля 1885 года в британском городе Ньюпорт.
Играл в хоккей на траве за «Ньюпорт».
В 1908 году вошёл в состав сборной Уэльса по хоккею на траве на летних Олимпийских играх в Лондоне и завоевал бронзовую медаль, которая пошла в зачёт Великобритании. Играл на позиции полузащитника, провёл 1 матч, мячей не забивал.
Умер 13 апреля 1957 года в районе Клифтон британского города Бристоль.